# Llista d'estats sobirans del 1894

## Estats sobirans

### A
- Imperi Alemany[1]
- Andorra – Principat d'Andorra
- Plantilla:Bandera image Ankole – Regne d'Ankole
- Argentina – República de l'Argentina
- Aro – Confederació Aro
- Plantilla:Bandera image Ashanti – Unió Ashanti
- Àustria-Hongria – Imperi Austrohongarès[2]

### B
- Baguirmi – Regne de Baguirmi
- Bèlgica – Regne de Bèlgica
- Plantilla:Bandera image Benín – Imperi de Benín
- Bolívia – República de Bolívia
- Brasil – República dels Estats Units del Brasil
- Plantilla:Bandera image Bukhara – Emirat de Bukhara
- Bulgària – Principat de Bulgària

### C
- Canadà – Domini del Canadà[3]
- Colòmbia – República de Colòmbia
- Estat Lliure del Congo[4]
- Plantilla:Bandera image Illes Cook – Federació de les Illes Cook
- Costa Rica – República de Costa Rica

### D
- Plantilla:Bandera image Dahomey – Regne de Dahomey (fins al 20 de gener)
- Dinamarca – Regne de Dinamarca
- República Dominicana[3]

### E
- Equador – República de l'Equador
- Espanya – Regne d'Espanya
- Estats Units – Estats Units d'Amèrica
- Etiòpia – Imperi d'Etiòpia

### F
- Fouta Djallon – Regne de Fouta Djallon
- França – República Francesa[5]

### G
- Grècia – Regne de Grècia
- Guatemala – República de Guatemala

### H
- Haití – República d'Haití
- Hawaii – Govern Provisional de Hawaii (fins al 4 de juliol)
  -  Hawaii – República de Hawaii
- Hondures – República d'Hondures

### I
- Regne d'Itàlia

### J
- Japó - Imperi del Japó[6]
- Joseon – Regne de Joseon

### K
- Kaffa – Regne de Kaffa
- Kénédougou – Regne de Kénédougou
- Plantilla:Bandera image Khiva – Kanat de Khiva
- Kong – Imperi Kong (fins al 1895)
- Koya Temne – Regne de Koya

### L
- Libèria – República de Libèria[7]
- Liechtenstein – Principat de Liechtenstein
- Luxemburg – Gran Ducat de Luxemburg

### M
- Marroc – Sultanat del Marroc
- Mèxic – Estats Units Mexicans
- Mònaco – Principat de Mònaco
- Montenegro – Principat de Montenegro

### N
- Nicaragua – República de Nicaragua

### O
- Estat Lliure d'Orange[8]
- Imperi Otomà[9]
- Ouaddai – Imperi Ouaddai

### P
- Països Baixos – Regne dels Països Baixos
- Paraguai – República del Paraguai
- Pèrsia – Imperi Persa
- Perú – República Peruana
- Portugal – Regne de Portugal

### R
- Regne Unit – Regne Unit de la Gran Bretanya i Irlanda
- Romania – Regne de Romania
- Imperi Rus[10]

### S
- El Salvador – el Salvador[3]
- San Marino – Sereníssima República de San Marino[11]
- Sèrbia – Regne de Sèrbia
- - Regne de Siam
- Sokoto – Califat de Sokoto
- Sud-àfrica - República Sud-africana[12]
- Suècia-Noruega – Regnes Units de Suècia i Noruega
- Suïssa – Confederació suïssa
- Plantilla:Bandera image Sulu – Sultanat de Sulu

### T
- Tonga – Regne de Tonga
- Plantilla:Bandera image Toro – Regne de Toro

### U
- Uruguai – República Oriental de l'Uruguai

### V
- Veneçuela – Estats Units de Veneçuela[13]

### W
- Wassoulou – Imperi Wassoulou
- Welayta – Regne de Welayta (fins al novembre)

### X
- Xile – República de Xile
- Xina – Gran Imperi Qing

## Estats que proclamen la sobirania
- Aceh – Sultanat d'Aceh
- Trinitat - Principat de Trinitat